# Hans Kuhn (Politiker, 1898)
Hans Arnold Julius Kuhn (* 2. Oktober 1898 in Labiau; † nach 1941) war ein deutscher Lehrer und Politiker (SPD, NSDAP).

## Leben
Kuhn war der Sohn eines Rechtsanwalts. Er besuchte das Gymnasium in Königsberg und war spätestens ab 1916 und bis 1918 Soldat im Ersten Weltkrieg. Nach dem Krieg studierte er in Breslau und Königsberg und legte 1927 die erste und 1928 die zweite Staatsprüfung ab. Während einer längeren Unterbrechung des Studiums arbeitete er als Bauarbeiter, Landarbeiter und Angestellter in Handel und Industrie. Von 1928 bis 1929 war er Lehrer in Breslau und Schweidnitz. Zwischen April 1929 und 1936 arbeitete er als Lehrer an einer Oberrealschule in Danzig. Seit 1936 war er Lehrer in Allenstein.
In der Freien Stadt Danzig schloss er sich der SPD an und war für diese ab 1933 Mitglied des Volkstags an. Im April 1934 trat er zur NSDAP über und blieb auch in der 6. Wahlperiode Abgeordneter im Volkstag und schied 1936 aus dem Parlament aus. Erst zum 1. Mai 1936 schloss er sich der NSDAP selbst an (Mitgliedsnummer 3.711.638).